# Bukov (okres Žďár nad Sázavou)
Bukov (německy Bukau) je obec v okrese Žďár nad Sázavou v Kraji Vysočina. Žije zde 197 obyvatel.

## Název
Podoba nejstaršího písemného dokladu z roku 1285 Boccou ukazuje, že původně jméno znělo Bokov. To bylo odvozeno od osobního jména Bok, domácké podoby některého jména začínajícího na Bo- (Bohuslav, Boleslav, Bořihněv aj.), a znamenalo "Bokův majetek". Následující písemné doklady mají Bukové nebo Buková přikloněním k obecnému buk. V 19. století se zažil tvar Bukov.

## Historie
První písemná zmínka o obci pochází z roku 1297.
| Rok            | 1869 | 1880 | 1890 | 1900 | 1910 | 1921 | 1930 | 1950 | 1961 | 1970 | 1980 | 1991 | 2001 |
| Počet obyvatel | 326  | 341  | 330  | 335  | 331  | 319  | 314  | 252  | 228  | 235  | 215  | 202  | 190  |

## Pamětihodnosti

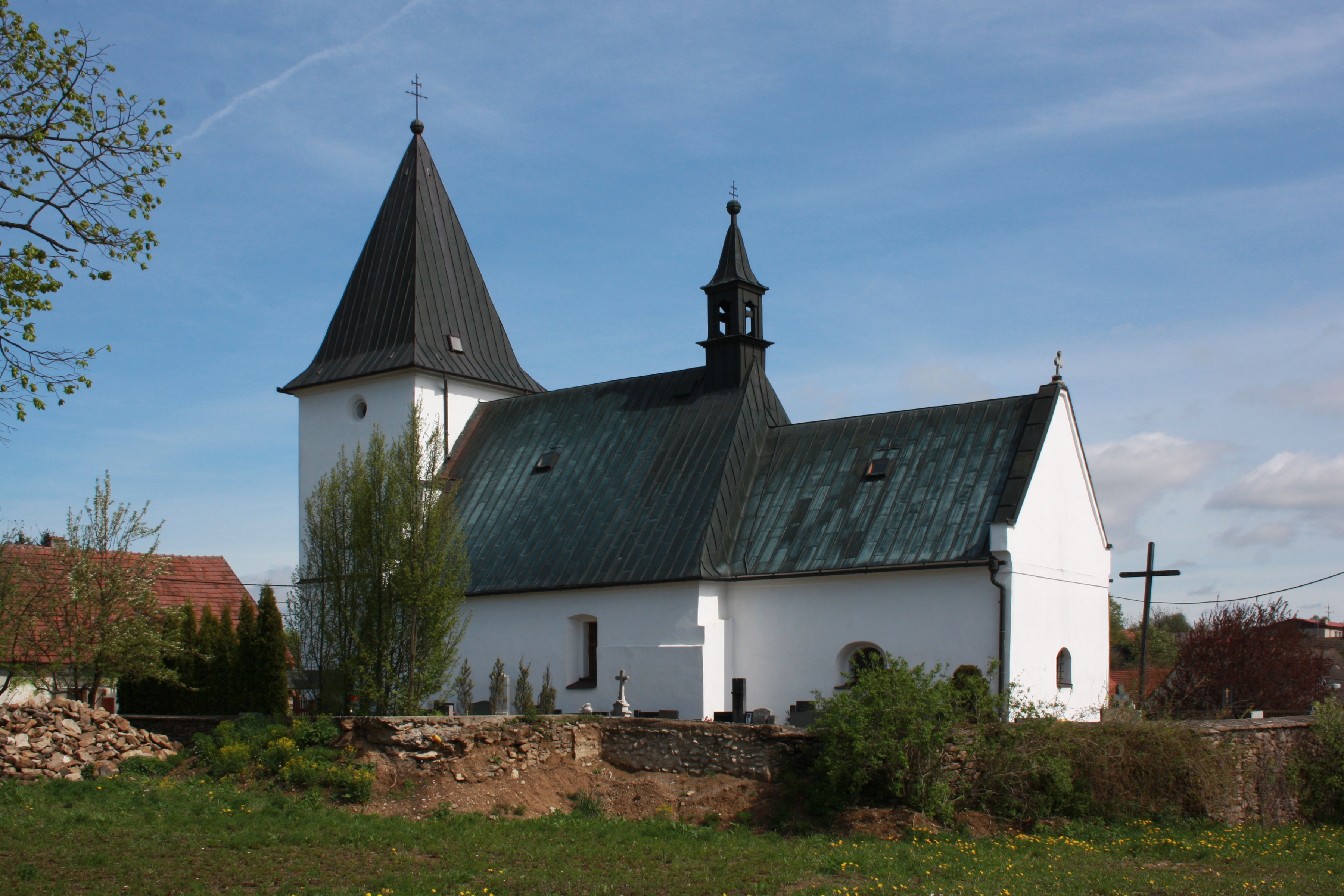
Kostel sv. Jakuba

- Kostel sv. Jakuba Staršího